# Cerkev Gospodovega vnebohoda, Bogojina
Cerkev Gospodovega vnebohoda v Bogojini je rimskokatoliška cerkev, ki je župnijska cerkev Župnije Bogojina. Cerkev se nahaja v Občini Moravske Toplice.

## Stara cerkev
Prvotna cerkev, spomenik prekmurske gotike iz 14. stoletja, je ohranjena in služi v novi cerkvi kot kor in podkorna lopa ter predstavlja dostop v novo cerkev.
Prvotna cerkev je bila 1793. leta  prezidana in leta 1810 popravljena in posvečena Gospodovemu vnebohodu, oltar je bil tedaj samo eden. V cerkvi sta bila tudi oratorij in grobnica. Na koru so bile orgle. Cerkveni stolp je bil zidan. Tla cerkve in zakristije so bila tlakovana.
Pokopališče je bilo ograjeno. V goricah je bila kapela svetega Urbana, zgrajena 1829. leta.

## Nova mogočna cerkev
Leta 1924 je prišel v Bogojino arhitekt Jože Plečnik. Spomladi tega leta ga je župnik Ivan Baša naprosil, da bi naredil načrt za novo cerkev. Stara je bila namreč že zdavnaj premajhna. Plečnik je naredil načrt za mogočno cerkev. Pozneje je načrt spremenil tako, da je ohranil staro cerkev. V letu 1925 so Bogojinčani in druge vasi iz bogojinske fare začeli graditi in leto kasneje je bila cerkev v grobem dograjena, le da je bila še brez lesenega stropa in novih oltarjev.

## Arhitektura
Stari barokizirani stavbi so torej v letih 1925 - 1927 prizidali dvoladijsko nesimetrično zasnovo. Prizidan je bil tudi zvonik z ravno streho. V notranjščini je lesen strop z izdelki domače keramike. Plečnik je popolnoma ohranil staro župnijsko cerkev, ki je v svojem zahodnem delu značilen spomenik prekmurske gotike 14. stoletja, tako da služi sedaj za podkorno lopo in kor. Nova cerkev ima enoladijski prostor pravokotne oblike s pravokotnim prezbiterijem. Prekrivajo jo ravni stropi, okrašeni s prekmursko keramiko. Na zahodni strani je ozek hodnik, ki vodi od vhodne lope pod zvonikom k zakristiji.

## Kronologija opremljanja cerkve
Do konca leta 1930 je cerkev dobila lesen strop, začele pa so se tudi priprave za izdelavo oltarja in druge opreme. V opremljanje cerkve se je vključil tudi Ferko Bajlec, ki je dal idejo, da lončeno okrasje za strop izdelajo domači lončarji. Ko je leta 1931 župnik Baša umrl, je delo v cerkvi precej zastalo in se nadaljevalo šele po drugi svetovni vojni s prihodom umetniško čutečega župnika Jožeta Gjurana.
Do posvečenja cerkve 18. julija 1954 je bil dokončan glavni oltar, ki je bil tedaj v celoti opremljen z vazami, lestenci, s kipi in sliko. Oltar svetega Jožefa je svojo dokončno podobo dobil konec leta 1956. Prižnica, krstilnik in kamnita obhajilna miza z vratci so dela, nastala že po Plečnikovi smrti in sodijo med zadnja arhitektova dela.
Stebri, oltarja, krstilnik, prižnica in obhajilna miza so iz podpeškega marmorja. Lončeni krožniki na hrastovem stropu in vrči na glavnem oltarju so delo domačih lončarjev iz Filovec in Bogojine. Kip Kristusa na pročelju cerkve in kip svetega Jožefa na stranskem oltarju sta delo kiparja Lapuha iz Ljubljane. Slika Vnebohoda nad glavnim oltarjem in Križev pot sta delo akademskega slikarja Janeza Mežana. 
Zunaj je bila cerkev na novo prebeljena leta 1999, notranjščina cerkve pa leta 1998. 
Leta 2004 je cerkev dobila nove orgle, ki so delo Škofijske orglarske delavnice Maribor. Te orgle so njihov opus 77.